# På spaning efter den tid som flytt. 5, Den fångna

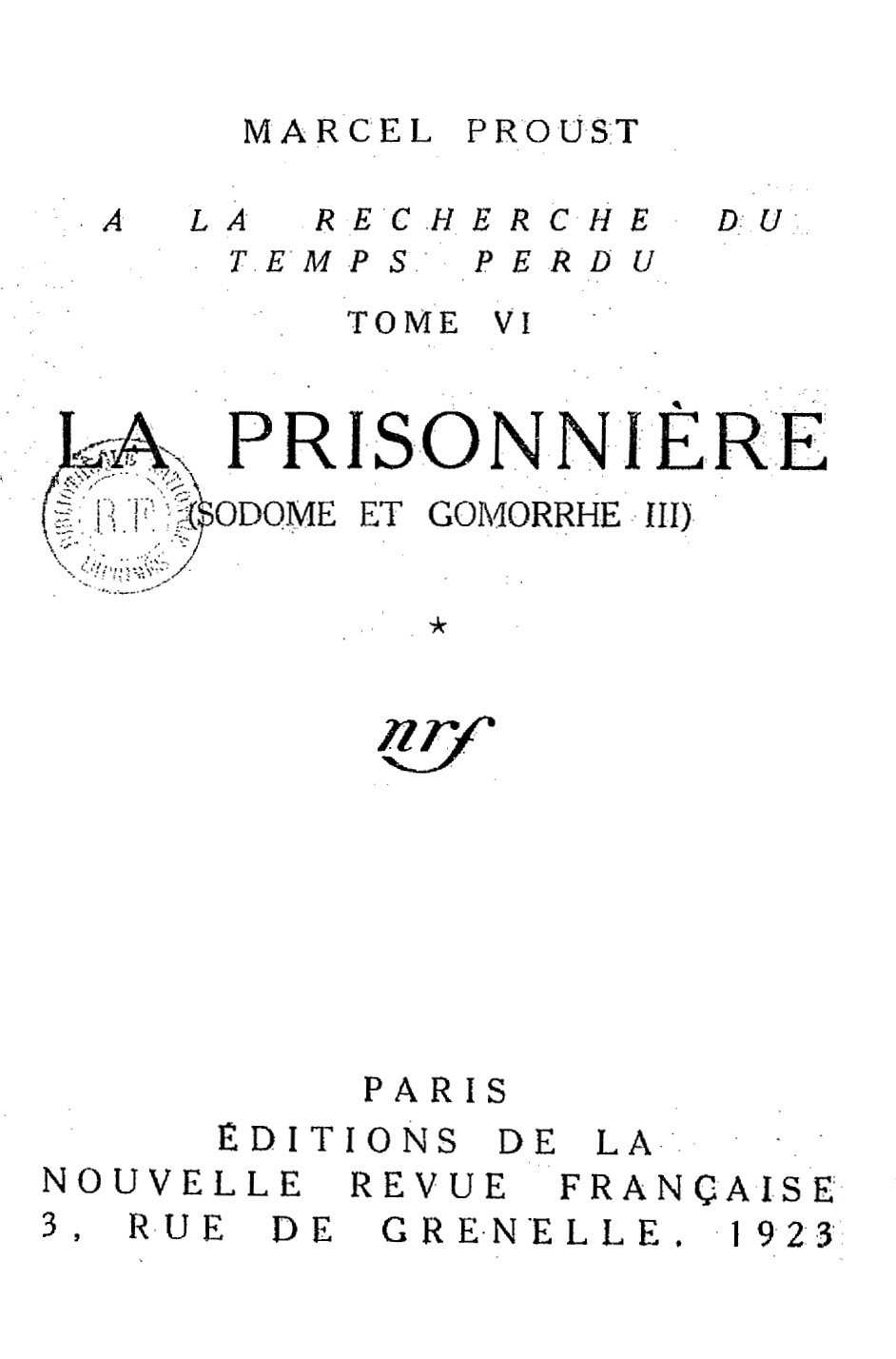

På spaning efter den tid som flytt. 5, Den fångna är en roman av Marcel Proust, utgiven i Frankrike år 1923. Franska originalets titel är La prisonnière. Gunnel Vallquist översatte romanen till svenska 1973 och den kom ut i sin senaste tryckning på Albert Bonniers Förlag 2021. Romanen är den femte i en svit om sju böcker – På spaning efter den tid som flytt. 

## Handling
Berättaren har fört Albertine till sin lägenhet med planer på att senare gifta sig med henne. Hennes vistelse blir dock mer och mer kringskuren eftersom berättaren, till synes utan att vara medveten om det, mer och mer kommer att behärskas av kontrollbehov och extrem svartsjuka. Berättelsens första del skildrar även umgänget hos Verdurins och hur baron de Charlus, i sin affär med den grymme musikern Morel, går från triumf till djup förnedring. I berättelsens senare del blir stämningen mellan berättaren och Albertine än mer spänd och kulminerar med att hon en morgon i all hast reser från honom medan han sover. 